# Neococcidencyrtus crouzelae
Neococcidencyrtus crouzelae är en stekelart som beskrevs av De Santis 1964. Neococcidencyrtus crouzelae ingår i släktet Neococcidencyrtus och familjen sköldlussteklar.
Artens utbredningsområde är:
- Kuba.
- Peru.

Inga underarter finns listade i Catalogue of Life.